# Jávori István (író)
Jávori István József (Miskolc, 1960. szeptember 20. –) általános iskolai tanár, író, wikipédista.

## Élete

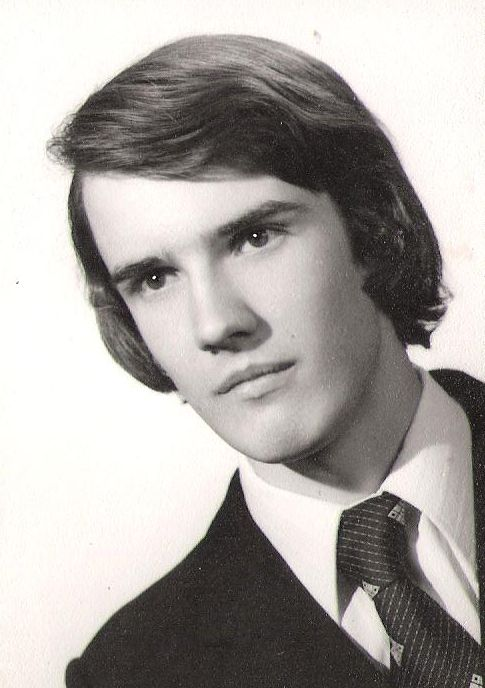
Érettségi tablókép (1978)

Édesapja Jávori István, édesanyja Káplár Mária. 1962-től Kazincbarcikán él. Gyermekkorában nyolc évig tanult zongorázni, aktívan sportolt: röplabdázott, a KVSE igazolt versenyzője volt. 1978-ban az Irinyi János Vegyipari Szakközépiskolában érettségizett és vegyészlaboráns szakmunkás bizonyítványt szerzett. Ezután a Borsodi Vegyi Kombinátban dolgozott, majd a szülei korai halála után Egerben a Ho Si Minh Tanárképző Főiskolán történelem-népművelés szakon szerzett diplomát. 1979. október 2-án kezdett el tanítani, eleinte  képesítés nélküli nevelőként, majd 1984-től történelem szakos tanárként. Alberttelepen a Körzeti Általános Iskolában egy tanévet töltött el, Tardonán a Jókai Mór Általános Iskolában 19 évig tanított. Közben 18 hónapig sorkatonai szolgálatot teljesített (1985–1986) Kalocsán és Budapesten. 1992-től 1995-ig a tanítás mellett Egerben az Eszterházy Károly Főiskolán magyar nyelv és irodalom szakos másoddiplomát szerzett. 1999-től Kazincbarcikán dolgozik az Árpád Fejedelem Tagiskolában.
Felesége Bialkó Ildikó, tanítónő, két gyermekük: Mária (középiskolai magyartanár) és Zsuzsa (okleveles fordító és tolmács).

## Pedagógusként

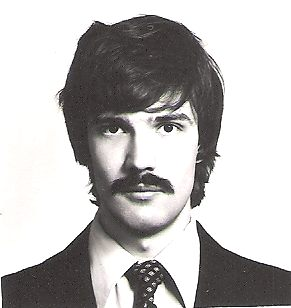
A pályakezdő tanár (1984)

Általános iskolában – több mint 45 éve – tanít magyar nyelvet, irodalmat és történelmet.  A pályafutása során 14 tanulóközösségnek volt az osztályfőnöke. Élen járt ünnepi műsorok, rendezvények, vetélkedők, kirándulások, táborozások szervezésében, lebonyolításában. Tanítványai kiemelkedően szerepeltek vers- és prózamondásban, 2007 és 2017 között helyi, regionális és nemzetközi szavalóversenyeken 28 első helyezést értek el.
18 éven keresztül (Tardonán 13, Kazincbarcikán 5 évig) az iskolai könyvtár munkáját irányította. Tanítványaival (1988–1999) Móra Könyvklubot alapított, működtetett. 1988 és 1999 között a Tardonai Diáksportkör elnöki tisztét is betöltötte. Sportcsoportvezetőként (sakk, asztalitenisz) az általa felkészített tanulók szép sikereket értek el körzeti, városi és megyei versenyeken.
20 évig (1985-től 2005-ig) tagja volt a Tájak–Korok–Múzeumok Egyesületnek, Tardonán TKM Baráti Kört szervezett. 1986 és 1989 között úttörő csapatvezetőként, majd diákönkormányzat-vezetőként segítette a diákok tanórán kívüli ismeret- és élményszerző tevékenységét. A tardonai Jókai Mór Úttörőcsapat 1988-ban Kiváló Úttörőmunkáért kitüntetésben részesült.
1994-ben a Magyar Televízió dokumentumfilmet készített Tardonáról. Ebben a munkában külső segítőként – Jókai- és Mikszáth-idézetek válogatásában, a közreműködő diákok felkészítésében – vett részt.

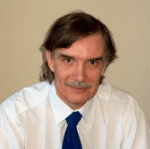
Portré 2006-ból

2007–től  szerkeszti az Árpád Fejedelem Tagiskola honlapját.
Irodalom- és sportkedvelő wikipédista. Gyakran az életét és a vérét a honfitársaiért feláldozó pedagógus. A mindenkori jelen viharos változástengerét szemlélve az alternatív történelem jövőjében kalandozó magyar, nyugalomra vágyó európai.
2014 tavaszán a Borsod-Abaúj-Zemplén megyei pedagógusok a Nemzeti Pedagógus Kar Országos Küldöttgyűlésének tagjává választotta. 2014. október 4. napjától 2016. október 4. napjáig az NPK Borsod-Abaúj-Zemplén megyei küldöttgyűlésének is tagja.
2014. november 30-ig feltöltötte az E-portfólióját az Oktatási Hivatal feltöltőfelületére, 2015 júniusában – tagiskolájában elsőként – minősítették, az eljárás során megfelelt, 100%-ot ért el, 2016. január 1-jétől a pedagógus II. fokozatba lépett.
2024-ben Kazincbarcika várossá nyilvánításának 70. évfordulóján a „Miénk a város!” – 10 évente megrendezésre kerülő – lakóhelyismereti és -történeti komplex 4 fordulós levelező verseny győztes csapatának felkészítő tanára volt.
Pályafutása során kiemelt figyelmet fordított a halmozottan hátrányos és a hátrányos helyzetű tanulókra, részt vett tanítványaival az Útravaló Ösztöndíjprogramban (Út a középiskolába).

### Szakdolgozatai
- A Borsodi Vegyi Kombinát fejlődésének története (1949-1978) – Ho Si Minh Tanárképző Főiskola, Eger, 1984
- Minőségeszmény és emberideál Nagy László portréverseiben – Eszterházy Károly Főiskola, Eger, 1995

## Íróként

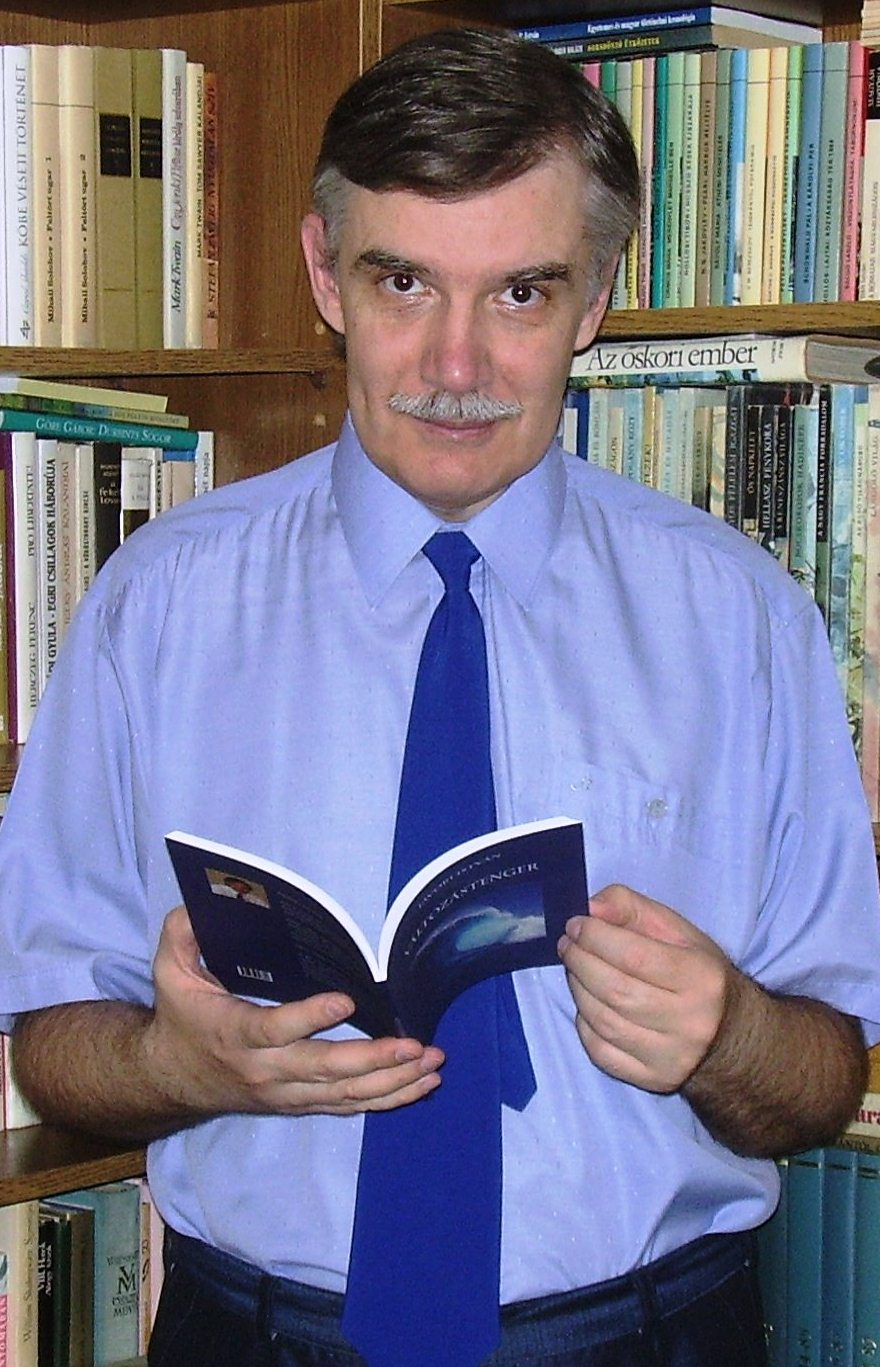
Jávori István 2008-ban

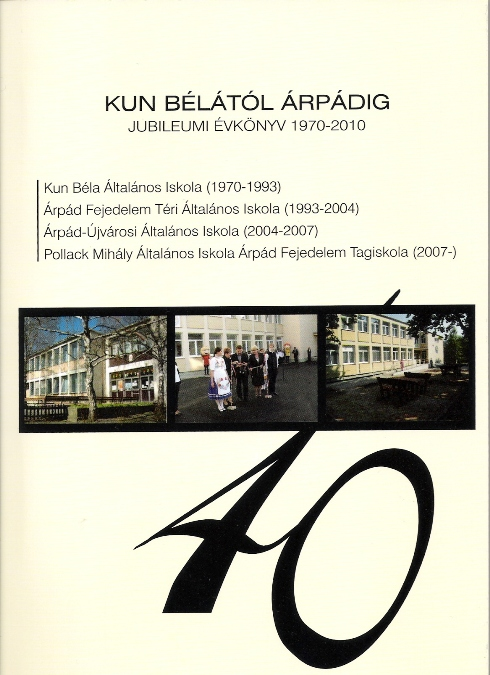
A Kun Bélától Árpádig (Jubileumi évkönyv 1970–2010) szerkesztője

### Művei
- 2008-ban jelent meg Változástenger című kötete, mely 40 rövid írását tartalmazza.[10] ISBN 9789630646376
- A 2011-ben kiadott Kun Bélától Árpádig (Jubileumi évkönyv 1970–2010) helytörténeti kiadvány szerkesztője. ISBN 9789630812443

### Cikkei újságokban, folyóiratokban
- 2005 óta publikál: újságokban,[11] folyóiratokban,[12][13] internetes oldalakon.[14]

### Pedagógusok Lapja
| 2006, 2007, 2022 |                 |
| --- | --------------- |
| \| Időpont \| A cikk címe \| \| ------------------ \| ------------------- \| \| 2006. november 22. \| Reformmese \| \| 2007. február 12. \| Porszem[15] \| \| 2022. december \| Szolgálati pléd[16] \| |                 |
| Időpont | A cikk címe     |
| 2006. november 22. | Reformmese      |
| 2007. február 12. | Porszem         |
| 2022. december | Szolgálati pléd |

### Kazincbarcikai Közélet
| 2006–2007 |                          |
| --- | ------------------------ |
| \| Időpont \| A cikk címe \| \| -------------------- \| ------------------------ \| \| 2006. június 29. \| Rozsdaövezet \| \| 2006. augusztus 24. \| Változástenger \| \| 2006. szeptember 7. \| Szőnyegbombázás \| \| 2006. szeptember 14. \| Szlovákbarátság \| \| 2006. október 19. \| Szemétkiállítás \| \| 2006. november 2. \| Galaktikus utazás \| \| 2006. december 15. \| Karácsony előtt \| \| 2007. február 22. \| Jövőmese \| \| 2007. március 14. \| Két kiállítás emlékképei \| \| 2007. április 5. \| Életkori sajátosság \| \| 2007. május 17. \| Fontos-e a név? \| |                          |
| Időpont | A cikk címe              |
| 2006. június 29. | Rozsdaövezet             |
| 2006. augusztus 24. | Változástenger           |
| 2006. szeptember 7. | Szőnyegbombázás          |
| 2006. szeptember 14. | Szlovákbarátság          |
| 2006. október 19. | Szemétkiállítás          |
| 2006. november 2. | Galaktikus utazás        |
| 2006. december 15. | Karácsony előtt          |
| 2007. február 22. | Jövőmese                 |
| 2007. március 14. | Két kiállítás emlékképei |
| 2007. április 5. | Életkori sajátosság      |
| 2007. május 17. | Fontos-e a név?          |

### Kazincbarcikai Mozaik
| 2008–2011 |                                                        |
| --- | ------------------------------------------------------ |
| \| Időpont \| A cikk címe \| \| ------------------- \| ------------------------------------------------------ \| \| 2008. augusztus 15. \| Nyugdíj előtt \| \| 2009. március 21. \| Barbár idők \| \| 2009. május 11. \| A versmondó lány \| \| 2009. szeptember 2. \| Három élet \| \| 2010. december 16. \| A Péczeli József szavalóversenyen jártunk Putnokon \| \| 2010. december 16. \| Alapítványi bál az Árpád Fejedelem Tagiskolában \| \| 2011. január 20. \| A 14. Tollas Tibor szavalóversenyen jártunk Nagybarcán \| |                                                        |
| Időpont | A cikk címe                                            |
| 2008. augusztus 15. | Nyugdíj előtt                                          |
| 2009. március 21. | Barbár idők                                            |
| 2009. május 11. | A versmondó lány                                       |
| 2009. szeptember 2. | Három élet                                             |
| 2010. december 16. | A Péczeli József szavalóversenyen jártunk Putnokon     |
| 2010. december 16. | Alapítványi bál az Árpád Fejedelem Tagiskolában        |
| 2011. január 20. | A 14. Tollas Tibor szavalóversenyen jártunk Nagybarcán |

### Köznevelés
| 2006–2011 |                                                                                      |
| --- | ------------------------------------------------------------------------------------ |
| \| Időpont \| A cikk címe \| \| -------------------- \| ------------------------------------------------------------------------------------ \| \| 2006. október 20. \| Bolygósors \| \| 2008. december 19. \| Az egyik szemem sír, a másik nevet \| \| 2009. október 2. \| „Téged örömömben, jókedvemben alkottalak…”[17] \| \| 2011. május 13. \| Egyetértek a korhatár leszállításával \| \| 2011. szeptember 30. \| Az oktatás jövője: folyóírás és tankönyv nélkül? (internetes változatban) \| \| 2011. október 28. \| Az oktatás jövője: folyóírás és tankönyv nélkül? (papíralapon, szerkesztve, fotóval) \| |                                                                                      |
| Időpont | A cikk címe                                                                          |
| 2006. október 20. | Bolygósors                                                                           |
| 2008. december 19. | Az egyik szemem sír, a másik nevet                                                   |
| 2009. október 2. | „Téged örömömben, jókedvemben alkottalak…”                                           |
| 2011. május 13. | Egyetértek a korhatár leszállításával                                                |
| 2011. szeptember 30. | Az oktatás jövője: folyóírás és tankönyv nélkül? (internetes változatban)            |
| 2011. október 28. | Az oktatás jövője: folyóírás és tankönyv nélkül? (papíralapon, szerkesztve, fotóval) |

### Fókusz
| \| Időpont \| A cikk címe \| Oldal \| \| -------------- \| ---------------------------------------------------- \| ------------ \| \| 2006. december \| Egy elfelejtett könyv – Apuleius: Az aranyszamár[18] \| 69-73. oldal \| \| 2009. január \| Az egyik szemem sír, a másik nevet[19] \| 61-64. oldal \| \| 2010. március \| Képek egy pedagógus életéből[20] \| 88-94. oldal \| |                                                  |              |
| Időpont | A cikk címe                                      | Oldal        |
| 2006. december | Egy elfelejtett könyv – Apuleius: Az aranyszamár | 69-73. oldal |
| 2009. január | Az egyik szemem sír, a másik nevet               | 61-64. oldal |
| 2010. március | Képek egy pedagógus életéből                     | 88-94. oldal |

### Ő-szülő Kikelet
| \| Időpont \| A cikk címe \| Oldal \| \| ---------------- \| -------------------------------------------------------------- \| ------------ \| \| 2016. május \| 45. évfordulóra (vers) \| 4. oldal \| \| 2016. szeptember \| Segítség (vers) \| 2. oldal \| \| 2016. december \| Az alma meg a fája (novella) \| 5. oldal \| \| 2017. június \| Itt vannak a fecskéink! (novella) \| 9. oldal \| \| 2017. december \| Beszélő térfigyelő kamerák (novella) \| 6. oldal \| \| 2018. március \| Nostradamus nevet (novella) \| 11–12. oldal \| \| 2018. 2. szám \| Olvasnak-e a földönkívüliek fantasztikus könyveket? (karcolat) \| 11. oldal \| \| 2019. 4. szám \| Bemutatkozás \| 1. oldal \| \| 2019. 4. szám \| Karácsonyi történet (novella) \| 3–4. oldal \| \| 2019. 4. szám \| Kazincbarcika 2054 (vers) \| 4. oldal \| \| 2019. 4. szám \| 60 (vers) \| 8. oldal \| \| 2020. 2. szám \| Világjárvány (vers) \| 4. oldal \| |                                                                |              |
| Időpont | A cikk címe                                                    | Oldal        |
| 2016. május | 45. évfordulóra (vers)                                         | 4. oldal     |
| 2016. szeptember | Segítség (vers)                                                | 2. oldal     |
| 2016. december | Az alma meg a fája (novella)                                   | 5. oldal     |
| 2017. június | Itt vannak a fecskéink! (novella)                              | 9. oldal     |
| 2017. december | Beszélő térfigyelő kamerák (novella)                           | 6. oldal     |
| 2018. március | Nostradamus nevet (novella)                                    | 11–12. oldal |
| 2018. 2. szám | Olvasnak-e a földönkívüliek fantasztikus könyveket? (karcolat) | 11. oldal    |
| 2019. 4. szám | Bemutatkozás                                                   | 1. oldal     |
| 2019. 4. szám | Karácsonyi történet (novella)                                  | 3–4. oldal   |
| 2019. 4. szám | Kazincbarcika 2054 (vers)                                      | 4. oldal     |
| 2019. 4. szám | 60 (vers)                                                      | 8. oldal     |
| 2020. 2. szám | Világjárvány (vers)                                            | 4. oldal     |

### További munkái

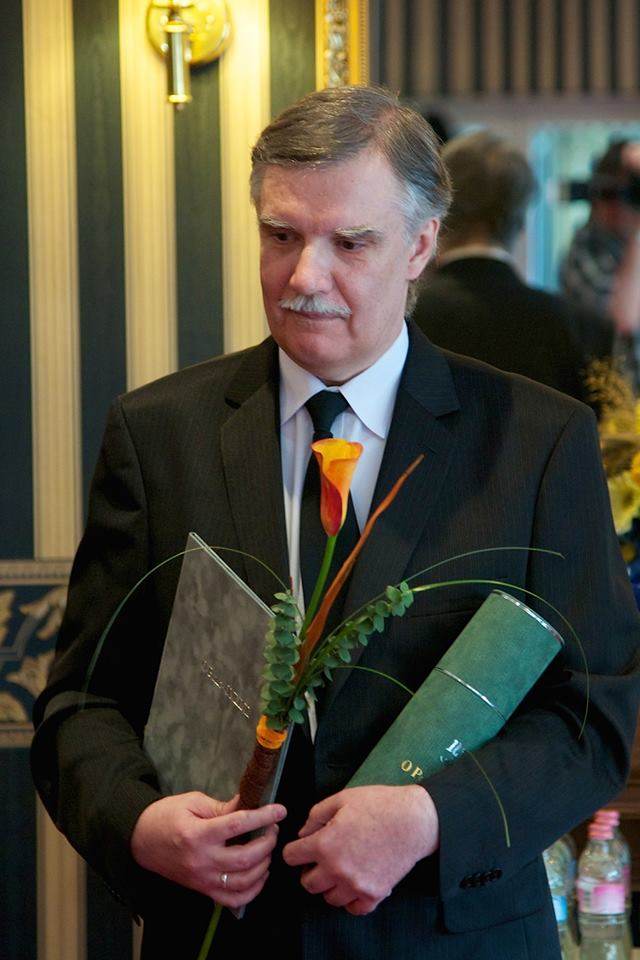
Versíró pályázat (eredményhirdetés) 2014. március 7.

- A 2013-ban megjelent Az én mesém 6. kötetében[21] olvasható a Robotmese című története.[22]
- A Kazinci Klub 2017. április 11-én megjelent Őszülő kikelet című hangoskönyve két novelláját (Macskasors, Az alma és a fája) tartalmazza.[23]
- A 2017 májusában megjelent Kuckóversek című hangoskönyv IV. részében (10 perc monda a környékről) a Hármas forrás című története hallható.[24]
- A Lélekvetés (Kazinci Klub, 2018) antológiában található egy verse (Segítség) és két története (Itt vannak a fecskéink!, Macskasors).[25]
- Pelle Anna (szerk.): A jövő városa – Kazincbarcika 100 (antológia) 2019 – Kazincbarcika 2054 (vers, 19. oldal)
- Az Álomkód (Kazinci Klub, 2019) antológiában található a Nostradamus nevet című karcolata (132–138- oldal).[26]
- Lélekszirom (Kazinci Klub, 2022) antológia: Tankák (versek), Beavatkozás (novella), Világjárvány (vers), Kazincbarcika 2054 (vers) (78−83. oldal)
- Szívszilánkok (Kazinci Klub, 2023) antológia: Nyugdíj előtt (elbeszélés), Szolgálati pléd (vers)

## Költőként
- A 2015-ben az Ajándék Kazincbarcikának – 60 – antológiában (Kazincbarcika, 2015, fotók: Fodor Péter, borítógrafika: László Erzsébet) ISBN 9789631214734[27] megtalálható a 60 című verse.
- A 2016 májusától megjelenő Ő-szülő Kikelet című irodalmi folyóiratban folyamatosan publikál. Itt jelent meg – többek között – egykori iskoláját köszöntő 45. évfordulóra és a modern kori népvándorlással foglalkozó Segítség című verse is.

## Sci-fi rajongóként

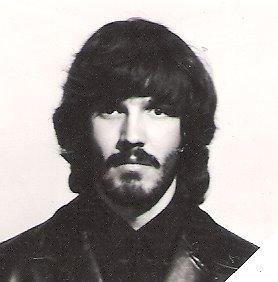
Rocker és sci-fi rajongó (1982)

2005-ben az Árpád Fejedelem Tagiskolában Ifjúsági Galaktika Baráti Kört alapított, novellái, recenziói és könyvkritikái jelentek meg a Solaria, az Intergalaktika, a scifi.hu és az SFportal.hu oldalán.
| Könyvajánlók, recenziók, kritikák | Könyvajánlók, recenziók, kritikák |
| --- | --- |
| \| - Rendhagyó recenzió - Mary Shelley: Az utolsó ember - Retró - Képregények a Fülesben – 55 éve - Könyvajánló - Karinthy Frigyes: A negyedik halmazállapot - Retró - Preyer Hugo: Lebegés - feketében, fehérben - A seholsincs bolygó – könyvajánló - 2. rész - A seholsincs bolygó – könyvajánló - 1. rész - Karel Čapek újrafelfedezése - Vlagyimir Vasziljev: Káosz-Őrség - Retró – Asztrológiai diktatúra - Andreas Eschbach: Hajszőnyegszövők - Böszörményi Gyula: 9 … 8 … 7 … / horror … sci-fi … fantasy … - C. S. Lewis: A rettentő erő - Kétszázadik – 24 fantasztikus novella - Retró: Botond-Bolics György: Redivivus tüzet kér \| - Komáromy Zoltán (Mumbull): A 4000 éves menyasszony - Álmok a jövőről – könyvajánló – 2. rész - Álmok a jövőről – könyvajánló – 1. rész - Az Időutazó – Philip K. Dick: Ubik - Arkagyij és Borisz Sztrugackij: Lakott sziget - Út a csillagokig — A sci-fi klasszikusai - 2. rész - Út a csillagokig — A sci-fi klasszikusai - 1. rész - Kurt Vonnegut egypercesei - Frank Herbert: Csillagkorbács - A Katedrális Őrzői (antológia) - Spiró György: Feleségverseny - Philip K. Dick: Visszafelé világ - Bram Stoker: A fehér féreg fészke - Szélesi Sándor: A láthatatlan város \| | |
| - Rendhagyó recenzió - Mary Shelley: Az utolsó ember - Retró - Képregények a Fülesben – 55 éve - Könyvajánló - Karinthy Frigyes: A negyedik halmazállapot - Retró - Preyer Hugo: Lebegés - feketében, fehérben - A seholsincs bolygó – könyvajánló - 2. rész - A seholsincs bolygó – könyvajánló - 1. rész - Karel Čapek újrafelfedezése - Vlagyimir Vasziljev: Káosz-Őrség - Retró – Asztrológiai diktatúra - Andreas Eschbach: Hajszőnyegszövők - Böszörményi Gyula: 9 … 8 … 7 … / horror … sci-fi … fantasy … - C. S. Lewis: A rettentő erő - Kétszázadik – 24 fantasztikus novella - Retró: Botond-Bolics György: Redivivus tüzet kér | - Komáromy Zoltán (Mumbull): A 4000 éves menyasszony - Álmok a jövőről – könyvajánló – 2. rész - Álmok a jövőről – könyvajánló – 1. rész - Az Időutazó – Philip K. Dick: Ubik - Arkagyij és Borisz Sztrugackij: Lakott sziget - Út a csillagokig — A sci-fi klasszikusai - 2. rész - Út a csillagokig — A sci-fi klasszikusai - 1. rész - Kurt Vonnegut egypercesei - Frank Herbert: Csillagkorbács - A Katedrális Őrzői (antológia) - Spiró György: Feleségverseny - Philip K. Dick: Visszafelé világ - Bram Stoker: A fehér féreg fészke - Szélesi Sándor: A láthatatlan város |

## Wikipédia-szerkesztőként

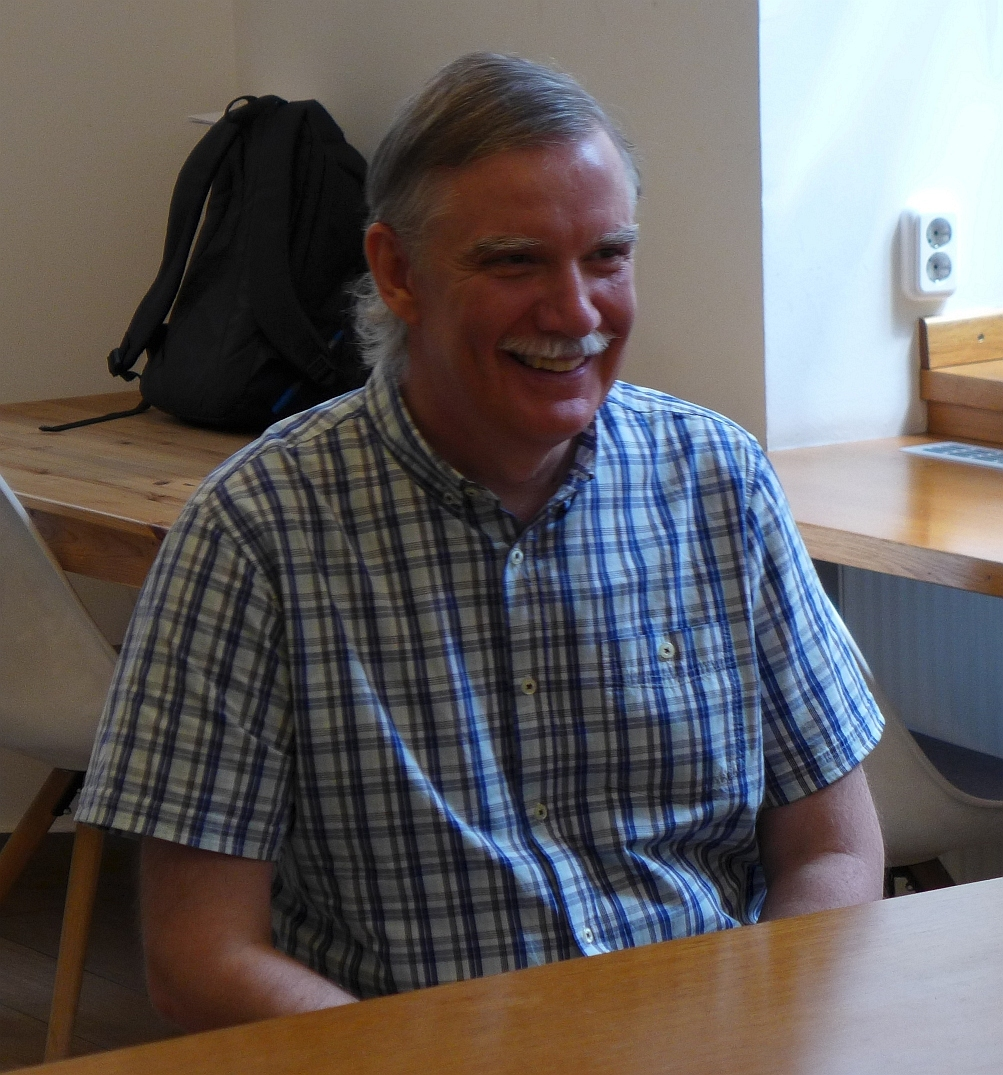
Wikitalálkozó Budapesten, 2018. május 19-én

- 2009-ben regisztrált, 2011. augusztus 4-től megerősített szerkesztő, 2015. július 18-tól járőr. A szerkesztéseinek a száma több mint 100 000. Elsősorban szépirodalmi és szűkebb hazájával kapcsolatos szócikkeket szerkeszt.
- 2013 tavaszán a Wikimédia Magyarország karbantartó versenyén első helyezést ért el.
- A Központi Statisztikai Hivatal, a Központi Statisztikai Hivatal Könyvtár és a Wikimédia Magyarország Egyesület által a Statisztika Nemzetközi Éve, 2013 alkalmából versenyt hirdetett társadalomtudományi szócikkek írására. A társadalomstatisztika, demográfia és statisztikatörténet szekcióban 2. helyezést ért el.[28]
- 2015-ben, 2016-ban, 2017-ben, 2018-ban, 2021-ben, 2022-ben és 2023-ban a Wikitanács tagjává választották.
- 2016-ban az 1956-os szócikkíró versenyben 1. helyezést ért el a Húsz óra (film) szócikkel.[29]
- 2018-ban a Wikimédia Magyarország karbantartó versenyén végig vezetve, 2018 ponttal első helyezést ért el.
- A Wikipédia:CEE Tavasz 2020 (Közép- és kelet-európai tavasz) nemzetközi szócikkíró versenyen 184 új szócikket írt, ötöt bővített. A pontversenyben 496,8 ponttal az 1. helyen végzett.[30]
- 2022-ben a Wikimédia Magyarország karbantartó versenyén, 1241 ponttal első helyezést ért el.
- 2022-ben a Vasúti karbantartóversenyt is megnyerte, 64 szócikket bővített, javított, fényképekkel látott el.
- Az Ázsia-hónap 2022 szócikkíró versenyben a legtöbb szócikket (21) ő küldte be, így ő lett a magyar Wikipédia Ázsia-nagykövete ebben az évben.
- A Wikipédia:CEE Tavasz 2023 (Közép- és kelet-európai tavasz) nemzetközi szócikkíró versenyen a szavazásos és a pontversenyt is (435 ponttal) megnyerte.
- Az Ázsia-hónap 2023 szócikkíró versenyt is megnyerte, így ő lett újra a magyar Wikipédia Ázsia-nagykövete.
- 2024-ben a Karbantartó versenyt és a CEE Tavasz nemzetközi szócikkíró versenyt is megnyerte.

## Elismerései

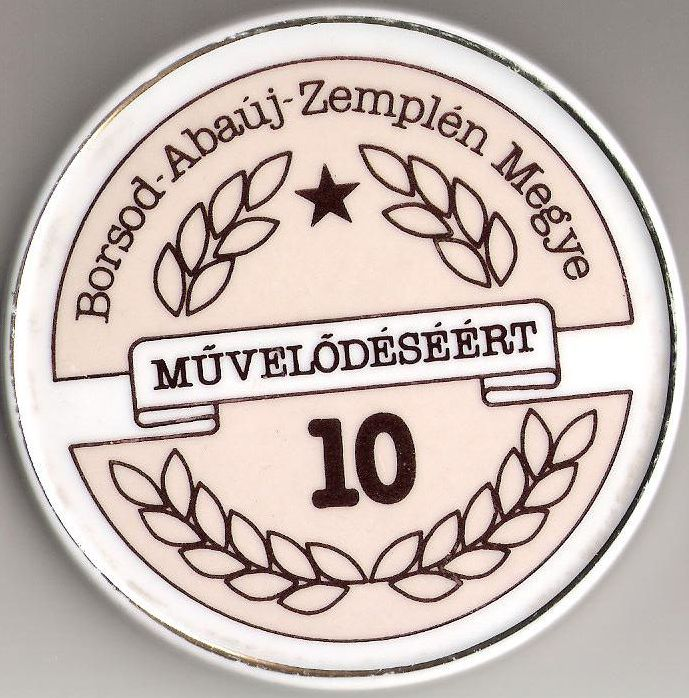
Borsod-Abaúj-Zemplén Megye Művelődéséért emlékplakett – 10 éves

- A Közösségért jelvény arany fokozata (Tardona, 1985. március 18.)
- Élenjáró hallgató – sorkatonaként (Kalocsa, 1985. augusztus 2.)
- Miniszterhelyettesi dicséret és jutalom – sorkatonaként (Budapest, 1986. augusztus 7.)
- Borsod-Abaúj-Zemplén Megye Művelődéséért emlékplakett – 10 év (Tardona, 1988)
- Eredményes sportvezetői munkáért – dísztárgy (Kazincbarcika, 1998. december 18.)
- Oklevél és tárgyjutalom Kazincbarcika város és az Árpád Fejedelem Téri Általános Iskola kulturális életében végzett kiemelkedő és eredményes tevékenységért (Kazincbarcika, 2001. január 22.)
- Eredményes oktató-nevelő munkáért – Kazincbarcika címerével díszített ólomkristály üvegváza (Kazincbarcika, 2003. december 18.)
- Oklevél és tárgyjutalom Kazincbarcika kulturális életében végzett kiemelkedő munkáért (Kazincbarcika, 2009. január 22.)
- Emléklap és tárgyjutalom a 20. véradás alkalmából – Magyar Vöröskereszt – (Kazincbarcika, 2009. november 25.)
- Aranytoll (Karcolat írói díj) (2010)[31]
- Igazgatói dicséret a 2009/2010-es tanévben végzett kiemelkedő munka elismeréseként (Kazincbarcika, 2010. június 18.)
- Emléklap és tárgyjutalom a 30. véradás alkalmából – Magyar Vöröskereszt – (Kazincbarcika, 2012. november 28.)[32]
- Tárgyjutalom a magyar közoktatás napja alkalmából rendezett városi ünnepségen (Kazincbarcika, 2013. december 12.)[33]
- Aranydiploma – JONATÁN Első Országos Könyvmolyképző (Szeged, 2009, 2010, 2011, 2012, 2013)[34]
- Kazincbarcika várossá nyilvánításának 60. évfordulójának tiszteletére rendezett versíró pályázaton elért 1. helyezés[35][36][37] (Kazincbarcika, 2014. március 7.)
- A városi pedagógusnapon Kazincbarcika Város Polgármesterének Elismerő Oklevele kitüntetésben részesült (Kazincbarcika, 2015. június 4.)[38]
- Emléklap és tárgyjutalom a 40. véradás alkalmából – Magyar Vöröskereszt – (Kazincbarcika, 2016. november 30.)
- Ezüst minősítés A jövő városa – Kazincbarcika 100 pályázaton vers kategóriában a Kazincbarcika 2054 című alkotásáért (2019. szeptember 11.)
- Emléklap, plakett és tárgyjutalom az 50. véradás alkalmából – Magyar Vöröskereszt (2019. november 19.)
- Emléklap és tárgyjutalom a 60. véradás alkalmából – Magyar Vöröskereszt (2023. december 8.)

## Érdekességek

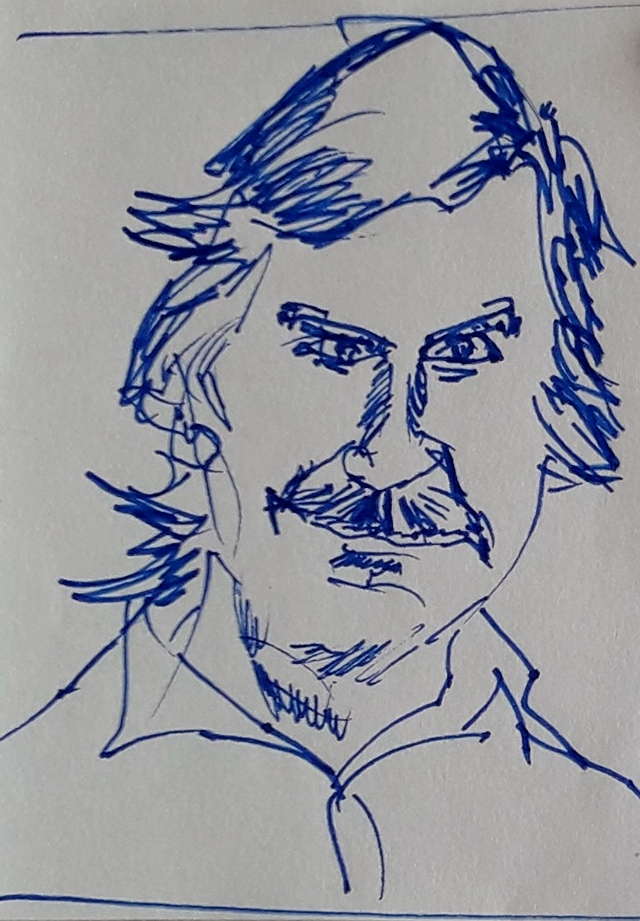
Dúl Imre karikatúrája (2019)

- 1974-ben a megyei úttörő olimpián a Kun Béla Általános Iskola röplabda bajnokcsapatának tagja.
- 1975 és 1978 között az Irinyi János Vegyipari Szakközépiskola Ságvári Endre KISZ-alapszervezetének titkára.
- 1984 és 1988 között tagja volt a Borsod-Abaúj-Zemplén Megyei Természetvédelmi Egyesületnek.
- 1986-ban alhadnagyként szerelt le a Magyar Néphadseregtől, 1993-ban tartalékos kiképzésen vett részt szakaszparancsnokként Rétságon, ekkor hadnaggyá léptették elő.[39]
- Önkéntes véradó, véradásainak száma: 61.

## Származása
| Jávori István József (Miskolc, 1960. szept. 20.–) tanár | Apja: Jávori István (Tornanádaska, 1922. aug. 2.– Kazincbarcika, 1978. dec. 15.) sportvezető | Apai nagyapja: Jávori József (Szepsi, 1893. máj. 20.– Miskolc, 1970. ápr. 9.) mozdonyvezető |
| Jávori István József (Miskolc, 1960. szept. 20.–) tanár | Apja: Jávori István (Tornanádaska, 1922. aug. 2.– Kazincbarcika, 1978. dec. 15.) sportvezető | Apai nagyanyja: Miskovits Mária (Szikafka, 1890. aug. 3.– Miskolc, 1971. ápr. 14.)          |
| Jávori István József (Miskolc, 1960. szept. 20.–) tanár | Anyja: Káplár Mária (Miskolc, 1928. ápr. 23.– Kazincbarcika, 1981. nov. 7.)                  | Anyai nagyapja: Káplár Béla (Tolcsva, 1890. ápr. 6.– Miskolc, 1963. jún. ?)                 |
| Jávori István József (Miskolc, 1960. szept. 20.–) tanár | Anyja: Káplár Mária (Miskolc, 1928. ápr. 23.– Kazincbarcika, 1981. nov. 7.)                  | Anyai nagyanyja: Czirják Irma (Kassa, 1893. szept. 12.– Miskolc, 1953. jan. 20.)            |